# ჰ
Hae (asomtavruli Ⴠ Nuskhuri ⴠ Mkhedruli ჰ) es la letra número 37 del alfabeto georgiano.
En el sistema de números georgianos tiene un valor de 9000.
Hae representa comúnmente la fricativa glotal sorda /h/ como de la pronunciación de h en el inglés "head".

## Letra
| asomtavruli | nuskhuri | mkhedruli |
| ----------- | -------- | --------- |
|             |          |           |

## Codificación digital
| asomtavruli | nuskhuri | mkhedruli |
| ----------- | -------- | --------- |
| U + 10C0    | U + 2D20 | U + 10F0  |

## Braille
| mkhedruli |
| --------- |
|           |